# Andy Goldsworthy
Andy Goldsworthy, född 26 juli 1956 i Cheshire, England, är en brittisk konstnär. Andy Goldsworthy, som är bosatt i Skottland, arbetar med skulptur, fotografi och platsspecifik konst. Han arbetar också med land art. Han använder naturen för att få idéer till nya konstverk.